# コルディエラ県

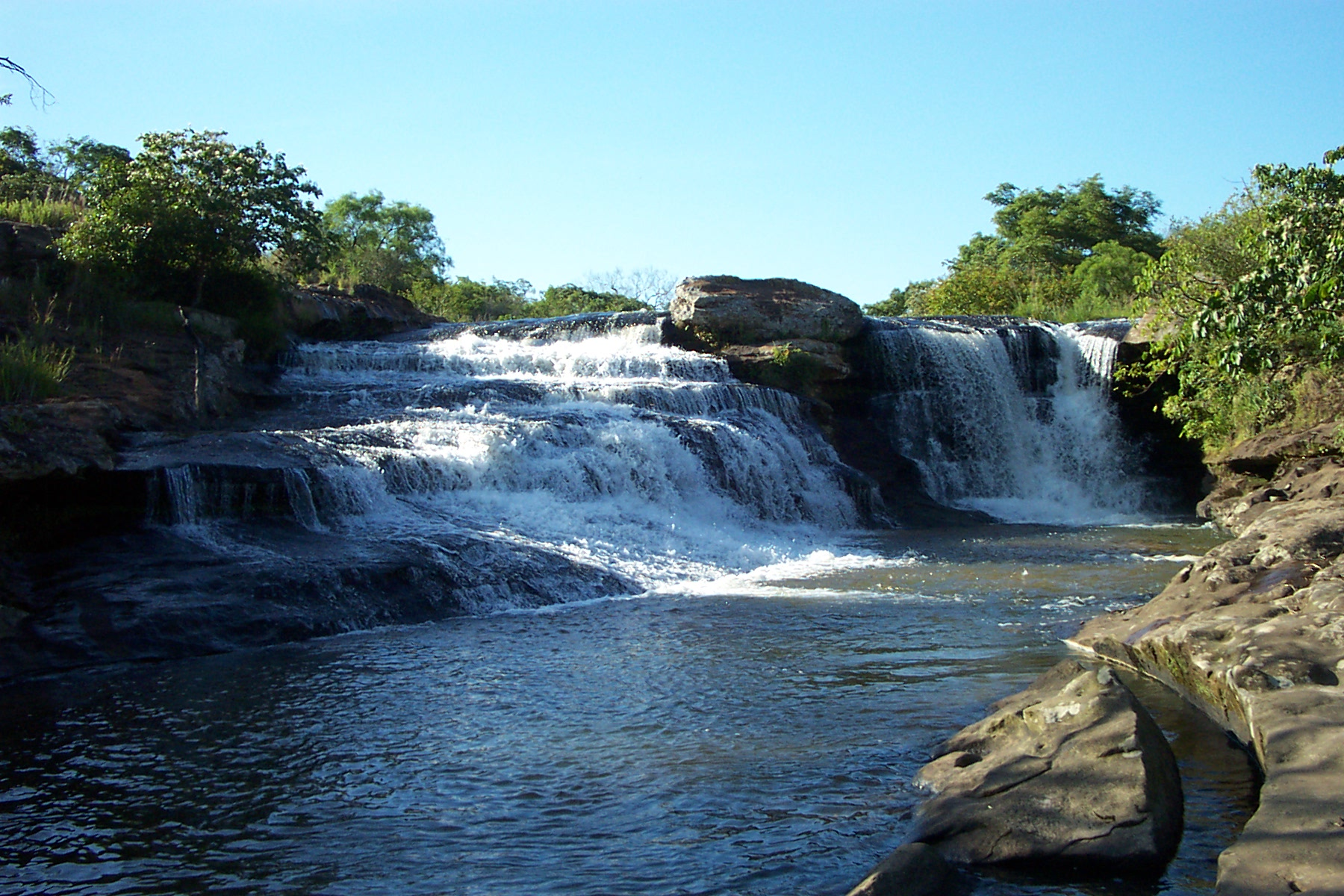
ピラレタ

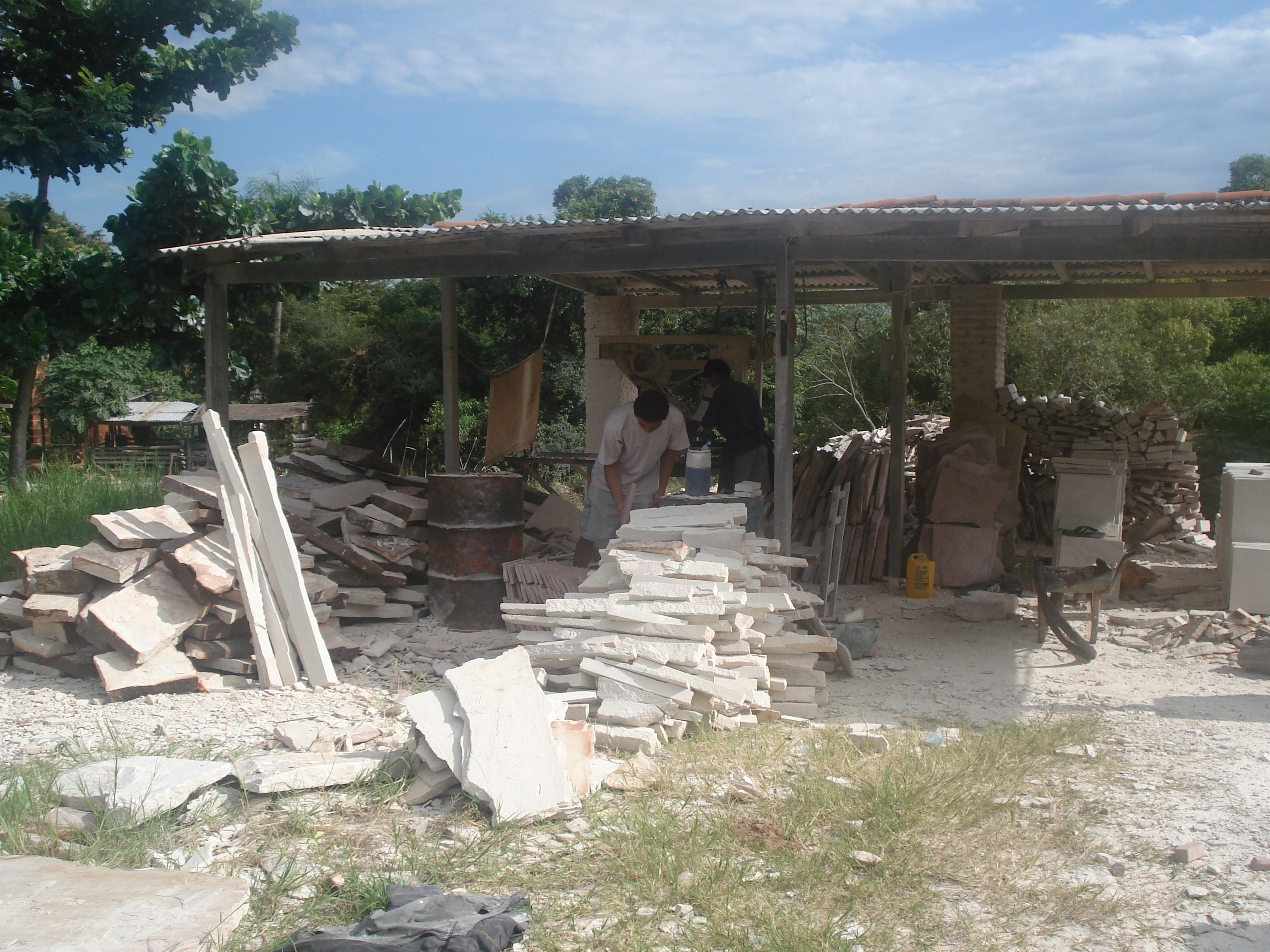
エンボスカダ

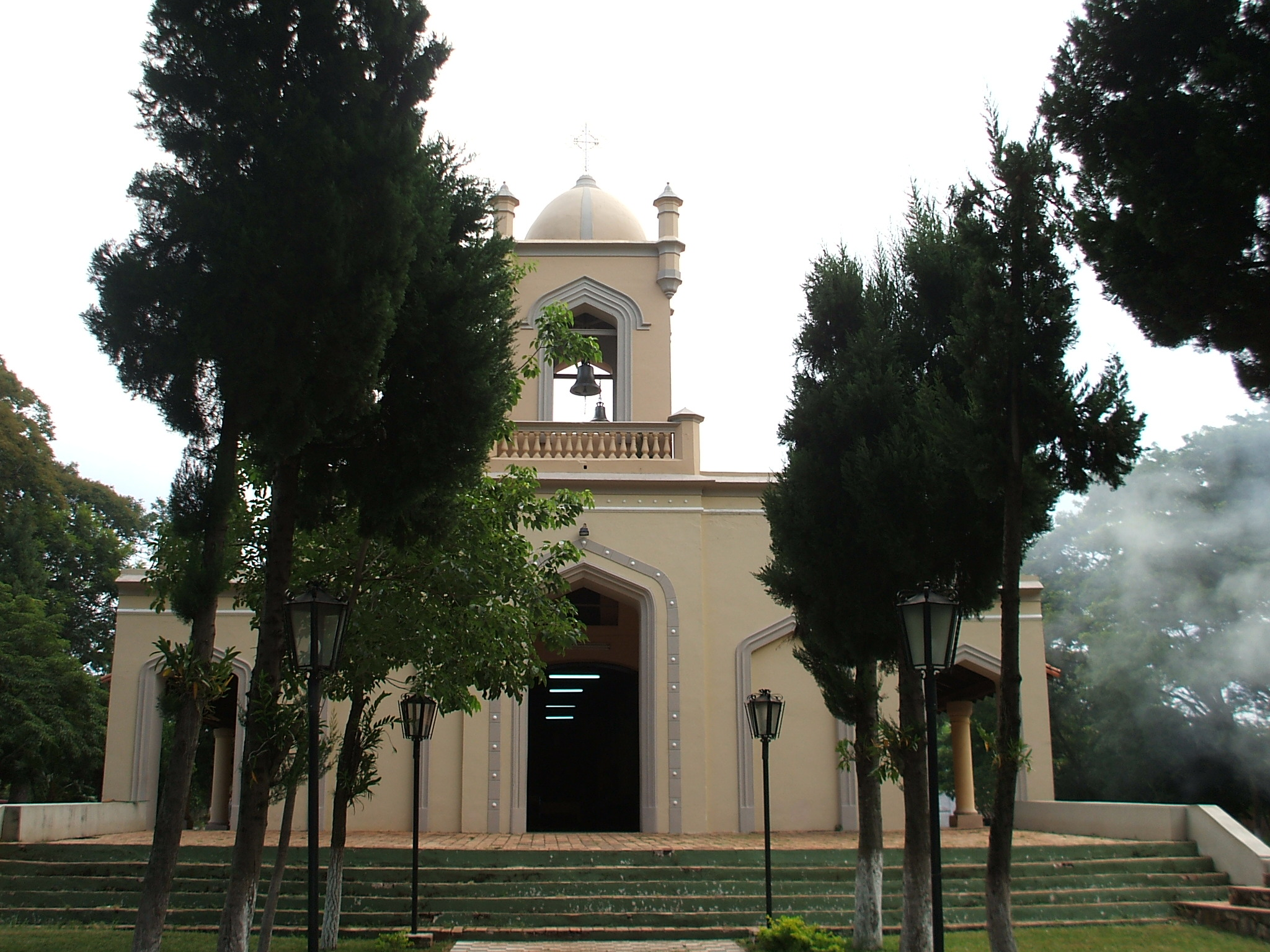
アルトス地区の教会

コルディエラ県（コルディエラけん、スペイン語: Departamento de Cordillera、スペイン語発音: [koɾðiˈʎeɾa]）は、パラグアイ南部の県。
2016年の人口は29万5256人で、18県中7位。
県都はカアクペ。

## 人口
- 2000年7月1日：24万2141人
- 2005年7月1日：25万6360人
- 2010年7月1日：27万2637人
- 2016年7月1日：29万5256人

## 隣接県
- 北：サン・ペドロ県
- 東：カアグアス県
- 南：パラグアリ県
- 西：中央県
- 北西：プレシデンテ・アジェス県

## 歴史
17世紀～18世紀の間、侵略者のスペイン人は先住民の激しい抵抗を押し潰していった。
中にはトバティのようにピラポ川の北岸から南岸に避難した町も有った。
小さな町が多く建設され、18世紀末に向けて集約されていった。
1864年に三国同盟戦争が始まると、ベルナルディーノ・カバレロ率いるドイツ系移民政府が幾つかの町を建設した。
1881年、今日は観光都市に成長したサン・ベルナルディーノが建設された。
1906年、カラグアタイ県が設置された。
1945年、コルディエラ県に改名された。
1973年、現在の境界が確定した。

## 主要都市
- カアクペ（英語版）：2万4700人(県都)
- ピリベブイ（英語版）：1万3500人
- トバティ（英語版）：1万3100人
- エウセビオ・アヤラ（英語版）：1万100人

## 地理
パラグアイ川から33km離れており、マンドゥビラ川やピリベブイ川等の支流が流れる。
イパカライ湖は長さ22km、幅5～6km、深さ300mである。

## 気候
穏やかで乾燥している。
最高気温は39℃、最低気温は3℃で、年間平均気温は22℃。
年間降水量は1536mmで、6～8月は雨が半減する。

## 関連資料
- Illustrated Geography of Paraguay. Arami. 2007